# (37806) 1997 YQ11
1997 YQ11 (asteroide 37806) é um asteroide da cintura principal. Possui uma excentricidade de 0.17903320 e uma inclinação de 7.76464º.
Este asteroide foi descoberto no dia 30 de dezembro de 1997 por Takao Kobayashi em Oizumi.